# David Vitter
David Vitter (født 3. maj 1961 i New Orleans, Louisiana) er republikansk senator til det amerikanske senat for Louisiana fra 2005 til 2017. Hans medsenator var republikanske Bill Cassidy.